# ГЕС Messaure
ГЕС Messaure — гідроелектростанція на півночі Швеції. Знаходячись між ГЕС Лігга (вище по течії) та ГЕС Порсі, входить до складу каскаду на річці Лулеельвен, яка впадає у Ботнічну затоку Балтійського моря біля міста Лулео.
У межах проекту річку перекрили кам'яно-накидною греблею з ядром із моренного ґрунту висотою 101 метр (один з найбільших показників у Швеції) та довжиною 1900 метрів. Вона утримує водосховище з корисним об'ємом 53 млн м3 та припустимим коливанням рівня поверхні в діапазоні 2,4 метра.
Машинний зал станції споруджений біля греблі у підземному виконанні. В 1963 році його ввели в експлуатацію з двома турібнами типу Френсіс потужністю по 147 МВт, проте одразу було передбачено місце для встановлення третього такого ж агрегату, який запустили в 1983-му. Станом на середину 2010-х це обладнання має загальну потужність 463 МВт та при напорі у 87 метрів забезпечує виробництво 1,8 млрд кВт-год електроенергії на рік.
Відпрацьована вода потрапляє у відвідний тунель довжиною 0,7 км, після чого протягом 5,8 км прямує по поглибленому та перетвореному на канал руслу річки.
Диспетчерський центр для управління всім каскадом компанії Vattenfall на Лулеельвен знаходиться у Vuollerim.